# Psyttalia tshuapana
Psyttalia tshuapana är en stekelart som först beskrevs av Fischer 1972.  Psyttalia tshuapana ingår i släktet Psyttalia och familjen bracksteklar. Inga underarter finns listade i Catalogue of Life.